# Чивитела ди Романя
Чивитѐла ди Рома̀ня (на италиански: Civitella di Romagna, на местен диалект Zivitèla, Цивитела) е малко градче и община в северна Италия, провинция Форли-Чезена, регион Емилия-Романя. Разположено е на 219 m надморска височина. Населението на общината е 3800 души (към 2012 г.).